# Barely Holdin' On
Barely Holdin' On è un singolo del rapper statunitense Polo G, pubblicato il 18 agosto 2023 come secondo estratto del quarto album in studio Hood Poet.

## Composizione
Il brano presenta una produzione con chitarra e tastiera con un ritmo irrequieto. Nella prima strofa della canzone Polo G fa un riferimento a un suo amico d'infanzia, ucciso in una sparatoria il 18 settembre 2014, mentre nella seconda parla dei suoi gravi traumi.

## Accoglienza
Alexander Cole di HotNewHipHop ha definito il Barely Holdin' On «una canzone edificante ma emozionante che parla di alcuni dei traumi che Polo G ha dovuto affrontare nel corso della sua vita». In seguito, Vibe ha affermato che il brano «fa da colonna sonora al visual, ma dipinge anche un quadro dell'artista che tenta di razionalizzare il proprio trauma».

## Video musicale
Il video musicale ufficiale del brano è stato diretto da Araad e mostra scene di Polo G al pianoforte e altre persone che affrontano le proprie lotte personali.

## Classifiche
| Classifica (2023) | Posizione massima |
| ----------------- | ----------------- |
| Canada            | 93                |
| Stati Uniti       | 68                |